# 니시무라 야스후미
니시무라 야스후미(일본어: 西村 恭史, 1999년 11월 4일~)는 일본의 축구 선수이다.

## 구단 경력
그는 2018년 J1리그의 시미즈 에스펄스에 입단했다. 2021년 J2리그의 기라반츠 기타큐슈로 이적했다. 2021년후 J3리그에 강등했다. 2023년부터 2024년까지 AC 나가노 파르세이루에서 뛰었다. 2025년 더스파 군마로 이적했다.